# جورج كينيث مالوري
جورج كينيث مالوري (بالإنجليزية: George Kenneth Mallory)‏ هو عالم أمراض أمريكي، ولد في 14 فبراير 1900، وتوفي في 1986.